# Gaetano Tognetti

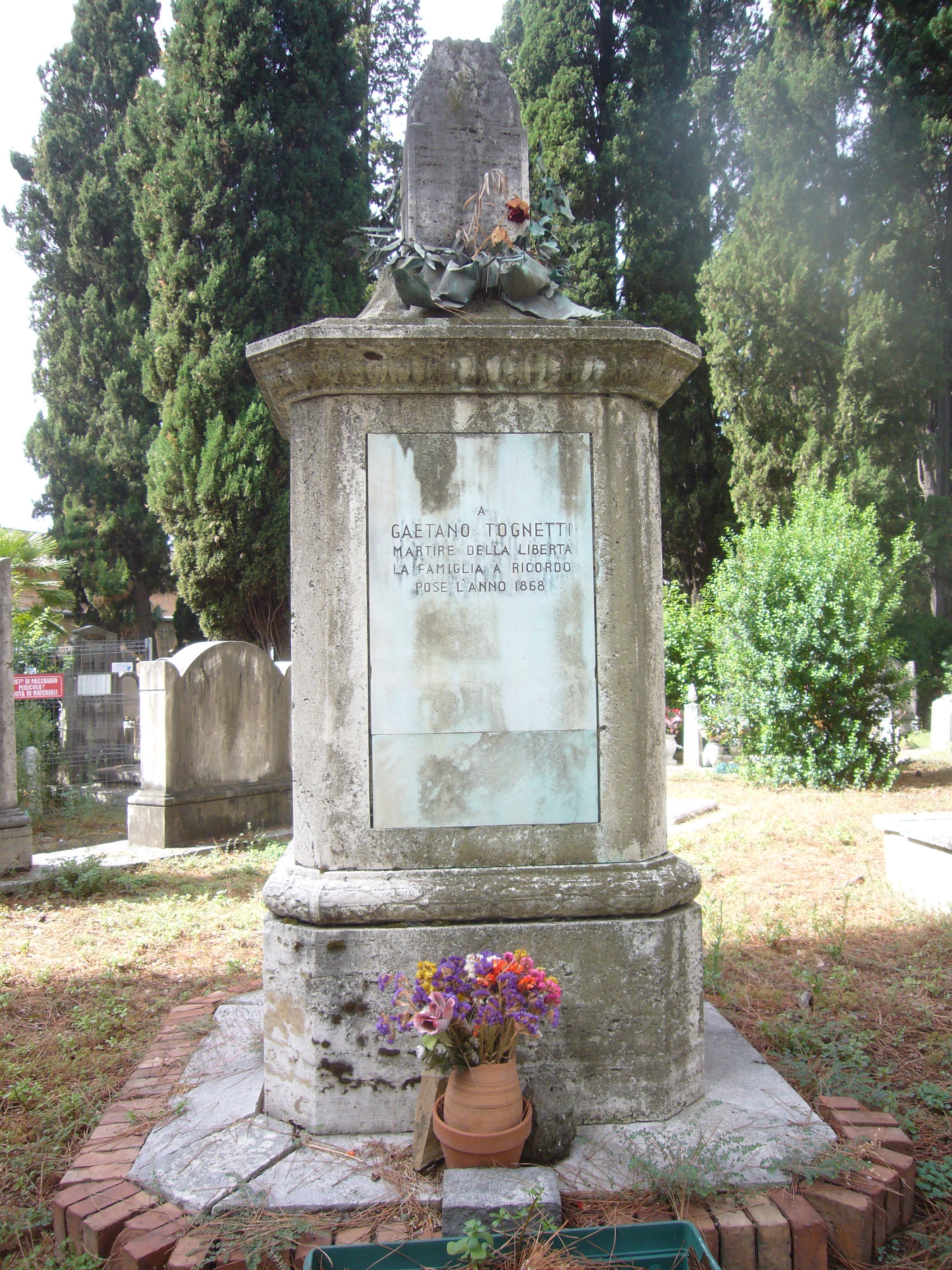
Monumento a Tognetti nel Pincetto vecchio del Campo Verano

Gaetano Tognetti (Roma, 1844 – Roma, 24 novembre 1868) è stato un patriota e rivoluzionario italiano.

## Biografia
Nato a Roma nel 1844, l'apprendista muratore Gaetano Tognetti, insieme con l'amico Giuseppe Monti, il 22 ottobre 1867, durante il pontificato di Pio IX, compì un attentato contro la caserma Serristori degli zuavi pontifici situata nel rione romano Borgo, nei pressi dell'attuale via della Conciliazione. L'azione, nelle intenzioni dei congiurati, come le altre progettate ma non eseguite, aveva lo scopo di provocare una sollevazione popolare che facilitasse il tentativo di Garibaldi di occupare la città con le sue camicie rosse e risolvere militarmente la questione romana.
Nel crollo parziale dell'edificio, causato dall'esplosione di due barili di polvere nera, perirono venticinque militari - 16 italiani e 9 francesi - e due civili romani, Francesco Ferri e la piccola figlia Rosa. L'insurrezione sperata non avvenne e il tentativo di Garibaldi fallì: il giorno dopo l'attentato, il 23 ottobre, un gruppo di volontari garibaldini, tra i quali Giovanni ed Enrico Cairoli, fu sopraffatto dalle truppe pontificie a Villa Glori e, poco dopo, il 3 novembre, Garibaldi fu sconfitto definitivamente a Mentana. Monti e Tognetti furono arrestati e condannati a morte. L'esecuzione mediante ghigliottina avvenne il 24 novembre 1868 in via dei Cerchi, nei pressi del Circo Massimo. Questa fu l'ultima decapitazione mediante ghigliottina eseguita a Roma.
Una descrizione della vicenda, dal punto di vista del governo pontificio, e, in special modo, della personalità dei due giustiziati, Monti e Tognetti, venne pubblicata, subito dopo la loro esecuzione, nel 1868, sul Quaderno n. 450 di Civiltà Cattolica, rivista dei gesuiti: Relazione degli ultimi giorni di Giuseppe Monti e Gaetano Tognetti giustiziati in Roma il dì 24 novembre 1868.
Nel 1869, Gaetano Sanvittore pubblicò il libro I misteri del processo Monti e Tognetti, nel quale, oltre alla ricostruzione dei preparativi dell'attentato, delle indagini che portarono all'arresto di Monti e Tognetti e al successivo processo che li vide imputati, descrive con accenti fortemente critici l'azione del governo pontificio che represse la rivolta.
Un monumento dedicato a Tognetti (un cippo con iscrizione frontale, sormontato da un dado con una corona in bronzo di foglie d'edera e di ulivo) fu eretto, dopo la presa di Roma del 1870, per volontà della famiglia, nel Pincetto vecchio del cimitero del Verano.

## Tognetti come personaggio
Il personaggio Gaetano Tognetti è stato rappresentato in due diverse opere audiovisive. Nel film In nome del Papa Re, diretto da Luigi Magni e distribuito nel 1977, Tognetti è stato interpretato da Rosalino Cellamare, in arte Ron. Nella fiction televisiva L'ultimo papa re, trasmessa da Rai Uno in prima visione nel 2013 con la regia di Luca Manfredi, Tognetti è stato interpretato da Marco Cassini. Entrambe le opere audiovisive sono liberamente tratte dalla già menzionata opera letteraria I misteri del processo Monti e Tognetti.